# West Kittanning
West Kittanning är en kommun av typen borough i Armstrong County i Pennsylvania. Vid 2010 års folkräkning hade West Kittanning 1 175 invånare.